# Hospodar
Hospodar (slaviska gospodar, herre) var titel för furstarna i Moldova och Valakiet under Osmanska rikets tid; efter de båda furstendömenas förening upphörde hospodartiteln att begagnas.